# Destination Berlin (álbum)
Destination Berlin es la decimocuarta banda sonora compuesta por el grupo alemán de música electrónica Tangerine Dream. Publicada en 1989 por el sello Hansa se trata de la música compuesta para la película documental homónima codirigida por Ernst A. Heiniger y Stefan Lukschy.
Matt Hargreaves, en su crítica para AllMusic, indica que «la banda sonora tiene el mismo estilo que su último álbum Lily on the Beach. Hay un par de canciones agradables y ligeras pero el resto del material es un poco soso. No hay pistas con intensas guitarras que llamen la atención. Sin embargo la música probablemente hizo lo que se suponía que debía hacer: servir de fondo a las imágenes. A veces uno quiere sentirse inspirado o realmente elevado por la música pero, en general, eso no sucede.»

## Producción

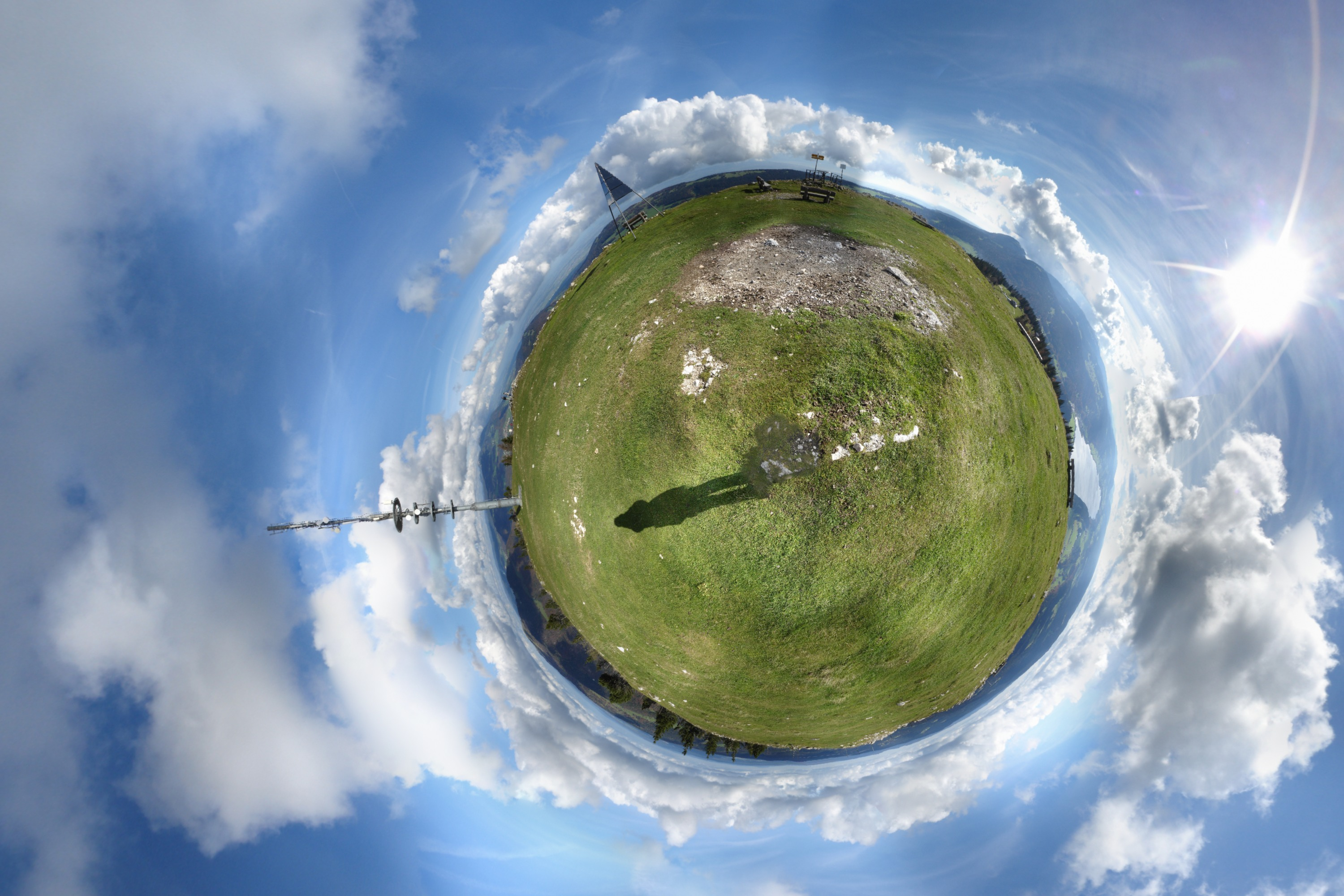
Panorámica de 360 grados similar a la mostrada en la película

Este proyecto codirigido por Heiniger y Lukschy es una película creada específicamente para el estreno mundial de «Imagine 360» una sala cinematográfica capaz de proyectar películas rodadas con una perspectiva de 360 grados ubicada en Berlín Oeste próximo a la Iglesia Memorial Kaiser Wilhelm. El documental de 70 minutos de duración muestra una panorámica de la ciudad desde esta perspectiva. Los espectadores se situaban en el centro de la sala mientras las imágenes se proyectaban alrededor de las paredes. Pocos años después el cine se cerró y fue reconvertido como estudio de televisión.
Tangerine Dream, integrado entonces por Edgar Froese y Paul Haslinger en la que fuera su última banda sonora conjunta, propusieron una selección de canciones cercanas al pop instrumental que caracteriza la etapa en la que formaban parte del sello Private Music. No obstante este álbum fue publicado por el sello Hansa. En 2017 se realizó una reedición, sólo disponible para su compra como álbum digital, con muy ligeros cambios en algunas canciones, un nuevo orden de escucha y cambios en el diseño gráfico y la carátula.

"Este álbum tuvo un gran comienzo como banda sonora de una película durante la inauguración del cine de 360° en Berlín a finales de los 80. No olvidado, pero descatalogado durante mucho tiempo, aquí lo tienes al alcance de tu ratón. Por cierto es la última cooperación entre Edgar y Paul antes de que Paul se mudara a los Estados Unidos.
Eastgate Music Shop (2017) 

## Lista de canciones
| N.º   | Título                          | Escritor(es)                | Duración |  |
| 1.    | «Alexander Square (LP Version)» | Paul Haslinger Edgar Froese | 4:50     |  |
| 2.    | «Emperors Castle»               | Paul Haslinger Edgar Froese | 2:10     |  |
| 3.    | «Hitchhikers Point»             | Paul Haslinger Edgar Froese | 5:00     |  |
| 4.    | «Brandenburg Gate»              | Paul Haslinger Edgar Froese | 3:25     |  |
| 5.    | «Wall-Street»                   | Paul Haslinger Edgar Froese | 3:16     |  |
| 6.    | «Peacock Island»                | Paul Haslinger Edgar Froese | 3:25     |  |
| 7.    | «Down The Avus»                 | Paul Haslinger Edgar Froese | 4:40     |  |
| 8.    | «Midnight In Bear City»         | Paul Haslinger Edgar Froese | 4:25     |  |
| 9.    | «Berlin Summer Nights»          | Paul Haslinger Edgar Froese | 4:17     |  |
| 10.   | «Alexander Square (Reprise)»    | Paul Haslinger Edgar Froese | 2:00     |  |
| 37:28 |                                 |                             |          |  |

## Personal
- Edgar Froese - interpretación, arreglos, ingeniería de grabación y producción
- Paul Haslinger - interpretación, arreglos, ingeniería de grabación y producción
- Jim Rakete - fotografía